# پیشتسه
پیشتسه (به لهستانی:  Pieszyce) یک منطقهٔ مسکونی در لهستان است که در شهرستان جرژونگوف واقع شده‌است. پیشتسه ۶۳٫۶۱ کیلومتر مربع مساحت و ۹٬۴۱۶ نفر جمعیت دارد.

## خواهرخوانده
شهر شرتنز خواهرخواندهٔ پیشتسه هست.